# Luke Mbete
Luke Mbete-Tabu (Westminster, 18 september 2003) is een Engels voetballer van Congolese afkomst die door Manchester City FC aan Northampton Town FC verhuurd wordt.

## Carrière
Luke Mbete speelde in de jeugd van Brentford en Manchester City. In het seizoen 2020/21 zat hij een aantal wedstrijden bij de selectie van het eerste elftal van Manchester City, maar debuteerde nog niet. Hij debuteerde het seizoen erna, op 21 september 2021, in de met 6-1 gewonnen thuiswedstrijd tegen Wycombe Wanderers in het toernooi om de EFL Cup. Hij speelde de hele wedstrijd en gaf in de 88e minuut de assist op de 6-1 van Cole Palmer. Ook viel hij in dit seizoen kort in in de FA Cup tegen Swindon Town en in de Champions League tegen Sporting Clube de Portugal. In het seizoen 2022/23 werd Mbete verhuurd aan Huddersfield Town. Omdat hij in de Championship weinig in actie kwam, werd de verhuurperiode halverwege het seizoen beëindigd. Hierna werd hij voor de rest van het seizoen aan Bolton Wanderers verhuurd. Hier scoorde hij in de 5-0 overwinning tegen Milton Keynes Dons zijn eerste doelpunt in het betaalde voetbal. In het seizoen 2023/24 werd hij aan FC Den Bosch verhuurd. Hier was hij een vaste waarde en scoorde hij tweemaal. In het seizoen 2024/25 wordt hij aan Northampton Town verhuurd.

### Statistieken
| Seizoen                      | Club                   | Land           | Competitie     | Competitie | Competitie | Beker | Beker | Overig | Overig | Totaal | Totaal |
| Seizoen                      | Club                   | Land           | Competitie     | Wed.       | Dlp.       | Wed.  | Dlp.  | Wed.   | Dlp.   | Wed.   | Dlp.   |
| ---------------------------- | ---------------------- | -------------- | -------------- | ---------- | ---------- | ----- | ----- | ------ | ------ | ------ | ------ |
| 2020/21                      | Manchester City FC     | Engeland       | Premier League | 0          | 0          | 0     | 0     | 0      | 0      | 0      | 0      |
| 2021/22                      | Manchester City FC     | Engeland       | Premier League | 0          | 0          | 1     | 0     | 2      | 0      | 3      | 0      |
| 2022/23                      | Manchester City FC     | Engeland       | Premier League | 0          | 0          | 0     | 0     | 0      | 0      | 0      | 0      |
| 2022/23                      | → Huddersfield Town FC | Engeland       | Championship   | 6          | 0          | 0     | 0     | 0      | 0      | 6      | 0      |
| 2022/23                      | → Bolton Wanderers FC  | Engeland       | League One     | 8          | 1          | 0     | 0     | 1      | 0      | 9      | 1      |
| 2023/24                      | → FC Den Bosch         | Nederland      | Eerste divisie | 23         | 2          | 1     | 0     | –      | –      | 24     | 2      |
| 2024/25                      | → Northampton Town FC  | Engeland       | League One     | 6          | 0          | 0     | 0     | 1      | 0      | 7      | 0      |
| Carrièretotaal               | Carrièretotaal         | Carrièretotaal | Carrièretotaal | 43         | 3          | 2     | 0     | 4      | 0      | 49     | 3      |
| Bijgewerkt op 5 januari 2025 |                        |                |                |            |            |       |       |        |        |        |        |